# 살라바트
살라바트(러시아어: Салават, 바시키르어: Салауат)는 러시아 바시키르 공화국의 도시이다.
도시의 이름은 바시키르인의 영웅인 살라와트 율라예프에서 따왔다. 1948년에 설립되어 1954년에 도시 지위를 부여받았다.